# Julius Friedrich Scharffenstein
Julius Friedrich Scharffenstein  (* 1689 in Mömpelgard, Herzogtum Württemberg; † 29. Mai 1756 in Rappoltsweiler, Elsass) war ein deutscher Geistlicher, Lehrer, Schriftsteller, Übersetzer und Publizist.

## Leben
Am Anfang seines Berufslebens wirkte Scharffenstein als evangelischer Prediger in der Gegend von Mömpelgard. Er wurde dann Lehrer und Pfarrer in Rappoltsweiler, dort jedoch später seines Amtes enthoben. Am 24. April 1725 trat er eine Stelle als Subrektor des neugegründeten Gymnasiums in Altona an, gab die Stelle aber gleich wieder auf. 1730 wurde er Professor für okzidentalische Sprachen in Nürnberg, 1743–1744 wirkte er als Pfarrer in Kirchahorn. Unter dem Eindruck der Kriegswirren der Neuzeit publizierte er an seine Zeitgenossen gerichtete, der historischen Aufhellung dienende geschichtswissenschaftliche Zusammenfassungen, die auf Werken namhafter Historiker beruhten. Er übersetzte mehrere Trauerspiele von Voltaire und versuchte sich auch selbst als Poet und Dramen-Schriftsteller.

## Publikationen (Auswahl)
- Allerneueste Nachricht von dem jetzigen Staat der Cron Franckreich, zur Erläuterung der täglich einlauffenden Zeitungen, aus einem raren MSpt. zum Druck beförtert. Frankfurt und Leipzig 1734 (google.books.com).
- Europäische Kriegs- und Staats-Geschichten.
  - Erster Theil, worinnen, was sowohl in Staats-Sachen, als auch in denen Kriegs-Operationen von Anno 1733. biß 1735. merckwürdiges vorgefallen pragmatisch abgehandelt, die Geographischen Umstände mit eigenen hierzu verfertigten Land-Charten erläutert, und die Belagerung und Lage der Städte Philippsburg und Dantzig durch accurate Grundrisse mathematisch dargestellet worden. Frankfurt und Leipzig 1734 (google.books.com).
  - Anderer Theil, worinnen: was sowohl in Staats-Sachen, als auch in denen Kriegs-Operationen von Anno 1735. biß 1736. merckwürdiges vorgefallen, pragmatisch abgehandelt und die geographischen Umstände mit eigenen hierzu verfertigten Land-Charten erläutert worden. Frankfurt und Leipzig 1736 (google.books.com).
- Historische General-Beschreibung von Ober- und Nieder-Elsaß, samt dem Sundgau, als einem Theil von denen zum Ober-Rheinischen Crayß gehörigen Ländern, wie sie durch verschiedene Friedens-Schlüsse an Franckreich gekommen, worinnen die General-Historie von Iulio Caesare an bis zum letzten Friedens-Schluß kürzlich verfasset, nebst einer ganz neuen Geographischen General-Beschreibung aller darinnen befindlichen Städte, Vestungen und Berg-Schlösser, wie auch der Reichs-Vestungen am Rhein biß Mannheim, nach Anleitung einer accuraten Land-Charte in 15. Taffeln in Quarto, welche von einem berühmten Ingenieur gezeichnet und mit einem vollständigen Register versehen, ans Licht gestellet. Nebst einer Vorrede Johann Gabriel Doppelmayrs. Frankfurt und Leipzig 1734 (google.books.com).
- Des Allerdurchlauchtigsten, Großmächtigsten und Unüberwindlichsten Römischen Kaysers Karls des Sechsten denckwürdiges Leben und Thaten aus denen besten und bewährtesten Schriften und Urkunden kürzlich verfasset und mit dienlichen Kupffern versehen. Frankfurt und Leipzig 1741 (google.books.com).
- Kurtze doch gründliche Historie des Herzogthums Lothringen von den Zeiten der Römer an biß auf den letzten Friedens-Schluß von Anno MDCCXXXVIII, worinnen man dieses Landes offt veränderten Zustand und der merckwürdigsten Zufälle die sich darinnen zugetragen gantz unpartheyisch erzehlet, nebst einer gantz neuen Geographischen Beschreibung aller darinnen befindlichen Städte, Vestungen, Schlößer und Flüssen nach Anleitung einer hierzu verfertigten accuraten Charte ans Licht gestellet. Frankfurt und Leipzig 1743, (google.books.com).
- gemeinsam mit Johann Jakob Haas: Historie des Herzogthums Lothringen. Zweyter Theil, 1744 (google.books.com).